# Utanede
Utanede är en ort i Fors distrikt (Fors socken) i Ragunda kommun i Jämtlands län belägen öster om Indalsälven. Orten klassades av SCB som småort med namnet Del av Utanede 1990. 
Kung Chulalongkorns paviljong ligger i Utanede. 